# 尼古拉·亚克希奇
尼古拉·亚克希奇（1997年1月17日—）生于贝尔格莱德，是一名塞尔维亚男子水球运动员。他最初练习足球运动，之后由于表现不理想而改练游泳，最后转攻水球。他的弟弟佩塔尔同样也是一名水球选手。尼古拉于2015年入选成年国家队，一年内随队接连在世界联赛、世界锦标赛和夏季奥运等赛事斩获金牌，2016年年底，他获得塞尔维亚奥委会颁发的年度最佳年青运动员奖。